# Ла-Флорида (Чили)
Ла-Флорида (исп. La Florida) — коммуна в Чили. Одна из городских коммун города Сантьяго. Коммуна входит в состав провинции Сантьяго и Столичной области.

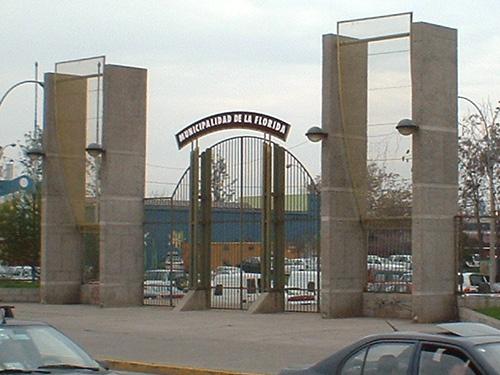
Муниципалитет Ла-Флорида

Территория — 70,2 км². Численность населения — 366 916 жителей (2017). Плотность населения — 5226,7 чел./км².

## Расположение
Коммуна расположена на юг города Сантьяго.
Коммуна граничит:
- на севере — c коммунами Макуль, Пеньялолен
- на востоке — с коммуной Сан-Хосе-де-Майпо
- на юге — c коммуной Пуэнте-Альто
- на западе — c коммунами Сан-Хоакин, Ла-Гранха, Ла-Пинтана

## Демография
Согласно сведениям, собранным в ходе переписи 2017 г. Национальным институтом статистики (INE),  население коммуны составляет:
| Полное население                          | Полное население                          | Полное население                          | Полное население                          | Полное население                          | 366 916 |
| ----------------------------------------- | ----------------------------------------- | ----------------------------------------- | ----------------------------------------- | ----------------------------------------- | ------- |
| в том числе:                              | Городское население                       | 366 799                                   | Процент городского населения, %           | 99,97                                     |         |
|                                           | Сельское население                        | 117                                       | Процент сельского населения, %            | 0,03                                      |         |
|                                           | Мужское население                         | 175 693                                   | Процент мужского населения, %             | 47,88                                     |         |
|                                           | Женское население                         | 191 223                                   | Процент женского населения, %             | 52,12                                     |         |
| Плотность населения, чел./км²             | Плотность населения, чел./км²             | Плотность населения, чел./км²             | Плотность населения, чел./км²             | Плотность населения, чел./км²             | 5226,7  |
| Население коммуны в % к населению области | Население коммуны в % к населению области | Население коммуны в % к населению области | Население коммуны в % к населению области | Население коммуны в % к населению области | 5,16    |

| Динамика изменения населения коммуны | Динамика изменения населения коммуны | Динамика изменения населения коммуны | Динамика изменения населения коммуны |
| ------------------------------------ | ------------------------------------ | ------------------------------------ | ------------------------------------ |
| 1992                                 | 2002                                 | 2012                                 | 2017                                 |
| 328 881                              | 365 674▲                             | 363 903▼                             | 366 916▲                             |